# Зігфрід Сассун
Зігфрід Лорейн Сассун (англ. Siegfried Loraine Sassoon; 8 вересня 1886 — 1 вересня 1967) — англійський поет, письменник і солдат. Відзначений за мужність на Західному фронті. З. Сассун став одним із ключових поетів І світової війни. Командор Ордену Британської імперії, кавалер Воєнного Хреста.

## Особисте життя
Під час Першої світової війни, у госпіталі Крейглокхарт Сассун зустрів Вілфреда Оуена, ще одного військового поета. Численні документи, що збереглися, чітко демонструють глибину любові та захоплення Оуена ним. Пишучи через роки після смерті Оуена, Сассун сказав, що «смерть В. була незагоєною раною, і біль від неї не покидає мене з того часу. Я хотів, його назад, а не його вірші». Незважаючи на почуття, висловлені в численних листах між Сассуном та Оуеном, немає жодних доказів того, що між ними були фізичні стосунки. Обидва чоловіки повернулися на дійсну службу у Франції, де Оуен загинув у 1918 році.
Вважається, що після війни у нього була низка любовних романів з чоловіками, зокрема:
- Вільям Парк «Габріель» Аткін, художник-пейзажист та фігурист, кресляр та ілюстратор[11]
- Айвор Новелло, актор[12]
- Глен Байам Шоу, актор і колишній коханець Новелло[13]
- Принц Філіп Гессенський, німецький аристократ[12]
- Беверлі Ніколс, письменник[12]
- Стівен Теннант, аристократ[12]

Хоча Байам Шоу залишався близьким другом Сассуна протягом усього його життя, лише Теннант справив на нього незабутнє враження.
Познайомлені Сітвеллами в 1927 році, Сассун та Стівен Теннант розпочали стосунки, які тривали майже шість років. Однак у Теннанта був рецидивуючий туберкульоз, і напруга, яку це спричинило для їхніх стосунків, почала проявлятися на початку 1930-х років. У травні 1933 року Теннант, який тоді проходив лікування в санаторії в Кенті, раптово повідомив Сассун у листі, написаному його лікарем, що більше ніколи не хоче його бачити. Сассун був спустошений.
Коли через кілька місяців він зустрів свою майбутню дружину Гестер Ґатті, він все ще не оговтався від розриву з Теннантом. Відчуваючи співчуття до неї, Сассун довірився Гестер про їхні стосунки і, за її пропозицією, написав Теннант листа, щоб забути про минуле. Хоча вони з Теннантом обмінювалися листами, телефонними дзвінками та нечасто бачилися в наступні роки, вони так і не відновили своїх попередніх стосунків.
У грудні 1933 року він одружився з Гестер Ґатті (дочкою сера Стівена Ґатті), яка була на 20 років молодша за нього.
Шлюб призвів до народження дитини, чого Сассун давно прагнув. Син Зігфріда, Джордж Сассун (1936—2006), став вченим, лінгвістом і письменником. Зігфрід його обожнював, написавши кілька віршів, адресованих йому. Шлюб Зігфріда розпався після Другої світової війни, і Сассун, очевидно, не зміг знайти компроміс між самотністю, якою він насолоджувався, і товариством, яке йому було потрібне.
Розлучившись зі своєю дружиною в 1945 році, Сассун жив усамітнено в Гейтсбері у Вілтширі, але підтримував зв'язок з колом людей, до якого входили Едвард Морган Форстер та Джей Акерлі. Одним з його найближчих друзів був гравець у крикет Денніс Сілк (1931—2019), який згодом став директором коледжу Редлі.

## Творчість
В його поезії — жахіття із траншей і іронія щодо патріотизму тих, хто, на думку поета, і є відповідальним за розв'язання воєн, зокрема провідників джингоїзму.
Сассун став головним центром інакодумства у збройних силах, коли висловив самотній протест проти продовження війни у своїй «Солдатському виголошеннії» 1917 року, що мало свою кульмінацію у засланні його до військової психіатричної лікарні; там він склав дружбу з Вілфредом Овеном, на якого сильно вплинув. Сассун виступить редактором збірки віршів Овена, яка вийде вже після смерті останнього.
У 1924 році написав, що світле майбутнє цивілізації виборюється зором поетів.

### Твори
- Кожному мертвому офіцерові (англ. «To Any Dead Officer») — переказ українською
- «Солдатове виголошення» (англ. «Soldier's Declaration»), 1917 — інакомислення, протест проти війни
- автобіографія «Трилогія Шерстона» (англ. «Sherston trilogy»)

Однодумець Вілфреда Овена.

## Поетичні збірки
- The Daffodil Murderer (John Richmond: 1913)
- The Old Huntsman (Heinemann: 1917)
- The General (Denmark Hill Hospital, April 1917)
- Does it Matter? (written: 1917)
- Counter-Attack and Other Poems (Heinemann: 1918)
- The Hero [Henry Holt, 1918]
- Picture-Show (Heinemann: 1919)
- War Poems (Heinemann: 1919)
- Aftermath (Heinemann: 1920)
- Recreations (privately printed: 1923)
- Lingual Exercises for Advanced Vocabularians (privately printed: 1925)
- Selected Poems (Heinemann: 1925)
- Satirical Poems (Heinemann: 1926)
- The Heart's Journey (Heinemann: 1928)
- Poems by Pinchbeck Lyre (Duckworth: 1931)
- The Road to Ruin (Faber and Faber: 1933)
- Vigils (Heinemann: 1935)
- Rhymed Ruminations (Faber and Faber: 1940)
- Poems Newly Selected (Faber and Faber: 1940)
- Collected Poems (Faber and Faber: 1947)
- Common Chords (privately printed: 1950/1951)
- Emblems of Experience (privately printed: 1951)
- The Tasking (privately printed: 1954)
- Sequences (Faber and Faber: 1956)
- Lenten Illuminations (Downside Abbey: 1959)
- The Path to Peace (Stanbrook Abbey Press: 1960)
- Collected Poems 1908—1956 (Faber and Faber: 1961)
- The War Poems ed. Rupert Hart-Davis (Faber and Faber: 1983)

## Проза
- Memoirs of a Fox-Hunting Man (Faber & Gwyer: 1928)
- Memoirs of an Infantry Officer (Faber and Faber: 1930)
- Sherston's Progress (Faber and Faber: 1936)
- The Complete Memoirs of George Sherston (Faber and Faber: 1937)
- The Old Century and seven more years (Faber and Faber: 1938)
- On Poetry (University of Bristol Press: 1939)
- The Weald of Youth (Faber and Faber: 1942)
- Siegfried's Journey, 1916—1920 (Faber and Faber: 1945)
- Meredith (Constable: 1948) — Biography of George Meredith